# Club de Futbol Gandia
El Club de Futbol Gandia és un club de futbol de la ciutat de Gandia, (la Safor, País Valencià). Va ser fundat el 1947. El seu estadi és el Guillermo Olagüe.

## Història
El futbol a Gandia apareix a la segona dècada del segle xx, amb els clubs Sporting Club de Gandia i Gandia FC. Ambdós clubs es fusionaren en el CD Gandia. Després de la guerra civil apareixen el Frente de Juventudes de Gandia, el Club Atómico i el més destacat, la Agrupación Deportiva Gandia. No fou fins al 1947 en que aparegué el Club de Futbol Gandia. El 1953 ascendí per primer cop a Tercera Divisió i al final de la temporada 1985/86, el club aconsegueix ascendir a Segona Divisió B.
Fins a l'any 2017 ha jugat 17 cops a segona divisió B, essent campió de la categoria la temporada 1999-00.x
- 13 temporades en Segona B (comptant l'actual)
- 43 temporades en Tercera divisió

Millor posició: 1r – Segona B (1999/2000) 
Últimes temporades:
- 2001/2002: - Tercera divisió - 12è
- 2002/2003: - Tercera divisió - 10è
- 2003/2004: - Tercera divisió - 16è
- 2004/2005: - Tercera divisió - 2n
- 2005/2006: - Tercera divisió - 20è - Descens
- 2006/2007: - Regional Preferent
- 2007/2008: - Regional Preferent
- 2008/2009: - Tercera divisió - 6è
- 2009/2010: - Tercera divisió - 1r - Ascens
- 2010/2011: - Segona divisió B - 14è